# Pantera (gruppo musicale)
I Pantera sono un gruppo musicale groove metal statunitense, originario di Arlington, nel Texas, attivo dal 1981 al 2003 e nuovamente a partire dal 2022.
Sono stati definiti da AllMusic come «il migliore gruppo metal degli anni novanta e uno dei più grandi e più innovativi di sempre». Si sono piazzati alla posizione numero quarantacinque nella classifica relativa ai cento più grandi artisti dell'hard rock stilata da VH1 e alla quinta nella classifica dedicata ai dieci migliori gruppi heavy metal di tutti i tempi secondo MTV.
I fondatori del gruppo furono i fratelli Abbott, meglio conosciuti come Dimebag Darrell (chitarra) e Vinnie Paul (batteria). Il nome scelto deriva dalla città di Pantego, nel Texas, e non dall'animale, la pantera, che appare solo come uno dei principali simboli dell'età giovanile del gruppo. Esordirono come gruppo hair metal nei primi anni ottanta, pubblicando tre dischi in questo stile senza ottenere alcun successo. Nel 1986 il cantante Terrence Lee Glaze, che voleva continuare a suonare heavy metal melodico, lasciò la band e formò i Lord Tracy; nel gennaio 1987 fu sostituito da Phil Anselmo che completò la formazione di cui faceva già parte da anni anche il bassista Rex Brown, e con cui fu pubblicato il disco Power Metal, che segnò un parziale cambio di rotta verso sonorità più pesanti. Il successivo Cowboys from Hell del 1990 sancì il definitivo cambio di stile, creando un suono ispirato al thrash metal che venne chiamato groove metal per la maggiore lentezza e pesantezza. Due anni dopo uscì Vulgar Display of Power, che eliminò ogni residua traccia di heavy metal classico e fu caratterizzato da un sound ancora più estremo. Negli otto anni successivi furono pubblicati altri tre album: Far Beyond Driven, che raggiunse la prima posizione della Billboard 200, The Great Southern Trendkill e Reinventing the Steel.
Lo scioglimento avvenne nel 2003, seguito negli anni successivi dalla morte dei due fratelli Abbott: Dimebag nel 2004, assassinato da un fan, e Vinnie nel 2018, a causa di un attacco cardiaco. Sebbene Vinnie Paul disse più volte che senza Dimebag i Pantera non sarebbero potuti mai più esistere, nel 2022 Anselmo e Brown, i componenti superstiti della formazione storica, hanno riformato il gruppo e poi annunciato un tour per il 2023.

## Storia del gruppo

### Le origini (1981-1983)

I due fondatori dei Pantera, i fratelli Vincent e Darrell Abbott.

Il gruppo fu fondato nel 1981 dal batterista Vinnie Paul Abbott e da suo fratello, il chitarrista Darrell Abbott (noto con lo pseudonimo "Diamond Darrell", poi "Dimebag Darrell"), in particolare grazie a quest'ultimo che, guadagnato un discreto patrimonio dovuto alle numerose vittorie conquistate in concorsi statunitensi per chitarristi, poté permettersi il costoso acquisto degli strumenti musicali per i futuri Pantera. Un ulteriore fondamentale aiuto per la creazione della band giunse dal padre degli Abbott, Jerry, che creò insieme ai figli l'etichetta discografica Metal Magic Records. Con questa poterono finanziare e produrre, grazie all'uso degli studi discografici familiari Pantego Studios, i primi dischi del gruppo. Il loro primo nome era Gemini, poi cambiato in Eternity e quindi in quello attuale.
La prima formazione ufficiale dei Pantera era composta dai fratelli Abbott, dal bassista Tommy Bradford, dal chitarrista Terrence Lee (conosciuto anche come Terry Glaze) e dal cantante Donnie Hart. Il nuovo gruppo esordì suonando cover dei Kiss e dei Van Halen in club texani e piccoli festival.
Nel 1982 Hart e Bradford lasciarono però la band, provocando lo spostamento di Terrence Lee al ruolo di cantante e l'inserimento nel gruppo di un nuovo bassista, Rex Brown, in arte Rex Rocker. I Pantera acquisirono subito la possibilità di partecipare ad alcuni tour esterni al loro Stato, giungendo fino all'Oklahoma e alla Louisiana. La partecipazione a queste esibizioni fece sì che il suono del gruppo cominciasse la propria graduale evoluzione. I Pantera si appropriarono anche di ulteriori stili dopo essersi esibiti a fianco di gruppi musicalmente affini come Stryper, Dokken e Quiet Riot.

### I primi anni (1983-1986)
Intanto i Pantera avevano iniziato a comporre canzoni, abbandonando quasi totalmente l'esercizio delle cover. Principale obiettivo del gruppo divenne quindi pubblicare il primo album in studio, fatto che si avverò nel 1983 quando, grazie all'appoggio finanziario di Jerry Abbott e di alcune band che avevano dichiarato di apprezzare i giovani musicisti, fu inciso Metal Magic. Questo prodotto risentì molto delle influenze giovanili provenienti da gruppi come Kiss, Van Halen e Judas Priest.
Conquistata una sufficiente fama, i Pantera sostennero altri piccoli tour negli Stati Uniti d'America e produssero nel 1984 il loro secondo album, Projects in the Jungle, orientato come il precedente sull'hair metal. Inoltre il sound del gruppo subì un notevole ridimensionamento, divenendo molto più robusto e pesante, e la voce di Lee si avvicinò sempre più a quella di Rob Halford. Dall'album fu estratto come singolo il brano All Over Tonight, accompagnato anche da un video musicale.
Nell'estate del 1985 il gruppo conobbe il chitarrista dei Keel Marc Ferrari durante un loro tour in Texas. Diamond e Vinnie gli diedero alcune delle prime registrazioni che avrebbero composto Projects in the Jungle. Subito dopo aver ascoltato pochi secondi di quelle registrazioni, Ferrari offrì loro aiuto, divenendo inoltre amico della band. Per il terzo anno consecutivo, i Pantera pubblicarono un album intitolato I Am the Night, con l'appoggio dell'etichetta discografica d'origine Metal Magic Records. Con questo disco il suono della band divenne ancora più potente e complesso, tanto da essere notato dai principali giornali dedicati alla musica heavy metal degli Stati Uniti d'America, che iniziarono a prendere in considerazione il gruppo emergente. Dall'album fu estratto come singolo il brano Hot and Heavy, per cui fu girato anche un video.

### L'arrivo di Phil Anselmo (1986-1989)

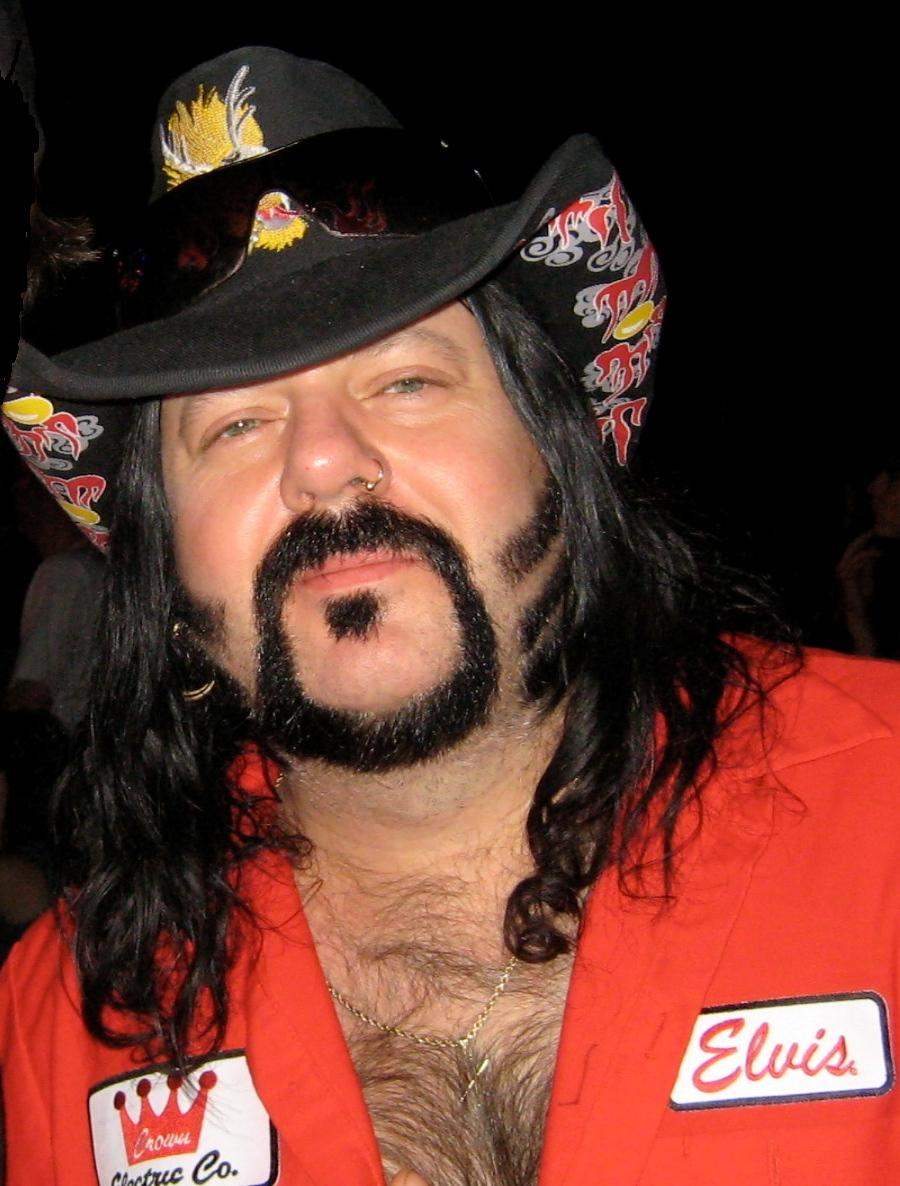
Vinnie Paul.

Il 1986 è l'anno di pubblicazione di due dei maggiori successi della storia del thrash metal, ovvero gli album Reign in Blood e Master of Puppets, rispettivamente dei gruppi Slayer e Metallica. Questi dischi modificarono i canoni del loro genere e influenzarono gli stili di centinaia di gruppi, compresi i Pantera, che dopo l'ascolto dei suddetti album cominciarono a rielaborare le sonorità dei loro nuovi ispiratori.
Gli Abbott, sentito questo genere thrash metal vicino al gruppo, decisero di iniziare gradualmente il cambiamento di stile musicale che li avrebbe resi celebri; gli esperimenti sull'heavy metal classico furono perciò accantonati per lasciare spazio a quelli sull'allora inedito thrash. Peraltro il cantante Terrence Lee, da sempre contrario a tali sonorità e più attratto dallo stile metal classico, non appoggiò questa scelta e abbandonò la formazione, entrando poco dopo in un gruppo pop metal chiamato Lord Tracy e facendosi chiamare Terry Glaze. I Pantera dovettero così iniziare la ricerca per un nuovo cantante, capace di sostenere il loro nuovo violento sound. La scelta cadde prima su Matt L'Amour e poi su David Peacock, ma nessuno dei due riuscì a giungere alle tonalità volute dai musicisti.
Il graduale cambio di sonorità avvenne con l'ingaggio di Phil Anselmo, ex cantante delle formazioni Samhain e Razorwhite, originario di New Orleans. Con il nuovo cantante fu completata la radicale svolta sonora del gruppo, che poté finalmente raggiungere tonalità adatte allo speed metal. La prima testimonianza di questo passaggio è data dall'album del 1988 Power Metal, dove la nuova formazione poté mostrarsi per la prima volta in pubblico. Il disco fu prodotto con la collaborazione di Marc Ferrari, amico del gruppo nonché chitarrista dei Keel, che suonò anche alcune parti di chitarra. Il brano Proud to be Loud era stato scritto dallo stesso Ferrari, e in origine pensato per essere incluso nel disco omonimo dei Keel del 1987 ma infine venne accantonato. Power Metal fu subito ben accolto dalla critica, e permise al gruppo di porre i presupposti del loro nuovo stile musicale.

### Cowboys from Hell(1989-1992)
Dopo la pubblicazione di Power Metal, Dimebag Darrell ricevette un'offerta da Dave Mustaine per diventare membro dei Megadeth. Non apprezzando però l'idea di separarsi dal fratello Vinnie Paul, chiese che anch'egli fosse aggiunto nella formazione. Mustaine però aveva un ottimo rapporto con l'allora batterista del gruppo Nick Menza, e rifiutò la proposta di Dimebag, che tornò perciò con il fratello a concentrarsi sul progetto Pantera.
Intanto Mark Ross, manager dell'etichetta discografica Atco Records, assistette ad un concerto del gruppo in Texas, apprezzò l'esibizione e propose al suo capo di poter offrire un contratto ai Pantera. L'Atco Records accettò e alla fine del 1989 il gruppo entrò negli studi di registrazione di Pantego, i Pantego Studios, per iniziare le registrazioni del loro primo album con la nuova etichetta.
Il 24 luglio 1990 fu pubblicato l'album Cowboys from Hell. Il disco propose un suono inedito, più violento e ritmato, allontanandosi in modo definitivo dal glam dei primi quattro album. Nel nuovo lavoro Anselmo poté trovare spazio per affrontare pezzi canori più abrasivi, sfruttando in modo accentuato la sua voce, Darrell poté creare i suoi innovativi riff e assoli di chitarra, Vinnie Paul sperimentò nuove tecniche d'uso della doppia cassa e Rex Brown sviluppò i suoi giri di basso. Grazie anche a questi fattori, l'album fu fin dal primo giorno di pubblicazione lodato e ben accolto dal pubblico e dalle riviste del genere, al punto da essere considerato in seguito il loro esordio musicale vero e proprio. Cowboys from Hell contiene brani celebri come Cemetery Gates, canzone di sette minuti incentrata sul tema della religione e della morte, Cowboys from Hell, Psycho Holiday e Domination. In questo disco i musicisti adottano definitivamente i nomi con i quali verranno da lì in poi riconosciuti: Diamond Darrell diventa "Dimebag" Darrell, Vincent viene accorciato in "Vinnie" Paul, e Rex Brown abbandona il soprannome "Rocker".
Forti della buona accoglienza dell'album (sette anni dopo dalla sua pubblicazione il disco venne certificato platino negli Stati Uniti d'America dalla RIAA), i Pantera iniziarono il Cowboys from Hell Tour, a fianco dei colleghi Exodus e Suicidal Tendencies. La band ebbe anche la possibilità di suonare al Monsters of Rock tenutosi a Mosca nel 1991, al fianco dei loro ispiratori AC/DC e Metallica.

### Vulgar Display of PowereFar Beyond Driven(1992-1994)

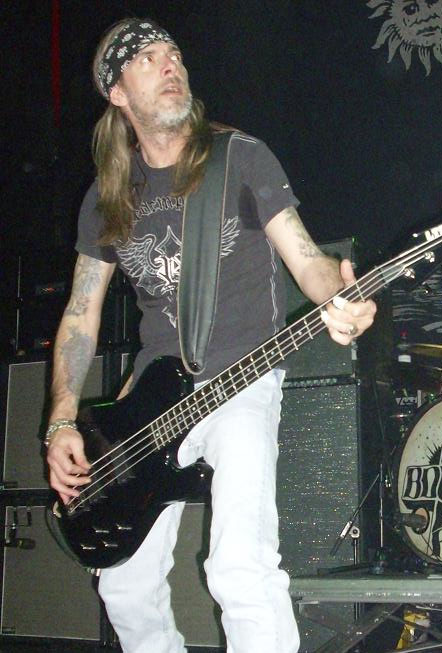
Rex Brown nel 2008.

Il 25 febbraio 1992 i Pantera pubblicarono l'album Vulgar Display of Power, che presentò uno stile ancora più estremo rispetto a Cowboys from Hell, creando un vero e proprio esempio di groove metal. Dall'album furono estratti come singoli Fucking Hostile, Walk (descritta da molti come la canzone simbolo del gruppo), This Love e Mouth for War. L'album venne acclamato dalla critica internazionale e negli anni successivi verrà considerato una pietra miliare non solo del groove e del thrash metal, ma dell'intero movimento heavy metal degli anni novanta, al punto da essere ritenuto da AllMusic uno degli album più influenti dell'heavy metal ed essere piazzato al decimo posto dei migliori album metal di tutti i tempi da Rolling Stone.
L'album permise ai Pantera di sostenere un tour internazionale, che fece tappa anche all'edizione italiana del Monsters of Rock festival del 1992, dove il gruppo suonò assieme ai colleghi Iron Maiden e Black Sabbath, giungendo in seguito anche in Giappone.
Concluso il tour, i Pantera iniziarono subito a comporre nuove canzoni, pubblicate il 15 marzo 1994 con il nuovo album Far Beyond Driven. Il disco ottenne subito un grande seguito, debuttando al primo posto della Billboard 200 statunitense e dell'ARIA Charts australiana. Grazie alla notorietà acquisita con la loro svolta musicale, i Pantera cominciarono ad essere giudicati come una delle più importanti formazioni hard rock e metal internazionali al pari di gruppi come Megadeth, Metallica e Slayer. Ispirato anche dai Black Sabbath, l'album raggiunse notorietà con la pubblicazione dei singoli I'm Broken (che fu anche nominato ai Grammy Awards nella categoria Miglior interpretazione metal), 5 Minutes Alone e Becoming, rimanendo celebre anche per la reinterpretazione di Planet Caravan dei Black Sabbath.
Il gruppo ottenne anche la possibilità di ripartire anche per un nuovo tour internazionale, che ebbe anche tappe in America Latina e Regno Unito.

### Tensioni nella band e un nuovo album (1994-1996)
Dopo l'uscita di Far Beyond Driven Anselmo iniziò a manifestare strani comportamenti e apparve più volte schivo e assente nei confronti dei suoi compagni. La situazione giunse al culmine con l'abbandono improvviso del cantante dal tour del 1995.
Il gruppo giustificò il fatto dicendo che esso era dovuto all'incredibile ed eccessivo stress che il cantante aveva dovuto sostenere nel continuo viaggiare ed esibirsi, ma fu subito chiara la tensione e l'apprensione tra i restanti membri. Dopo qualche settimana però si scoprì che Anselmo era stato colpito da attacchi di depressione, causati dal presunto abuso di alcol e stupefacenti. Curato da alcuni specialisti, su pressione di Abbott, Anselmo risolse momentaneamente i suoi problemi e si riunì al gruppo.
L'anno seguente però il suo umore subì un ulteriore cambiamento a causa del dichiarato uso di eroina. Inoltre, già dal 1995, il cantante aveva iniziato a prender parte al primo dei molti progetti esterni ai Pantera, quello collegato alla formazione Down con cui produsse l'album NOLA, pubblicato il 19 settembre 1995.
Il 22 maggio 1996 i Pantera pubblicarono un nuovo album, The Great Southern Trendkill, che condusse alle estreme conseguenze le sonorità dei lavori immediatamente precedenti. La realizzazione del disco fu però molto complicata in quanto Phil Anselmo registrò le parti vocali lontano dagli altri membri, cantando in uno studio di New Orleans su basi musicali preregistrate dai suoi colleghi in Texas, perché ancora occupato con uno dei suoi progetti. Altro fatto che evidenziò l'enorme distacco presente tra Anselmo e il resto del gruppo è il continuo fascino "demoniaco" presente nelle parti cantate, elemento inserito dal cantante, molto diverso da quello di Cowboys from Hell, Vulgar Display of Power e Far Beyond Driven. Molte canzoni affrontano anche il tema dell'abuso di stupefacenti, come nel caso di Suicide Note, Living Through Me (Hell's Wrath) o Drag the Waters, di cui la formazione produsse anche il video musicale. Apprezzata dai fan e dai critici fu anche la canzone Floods, con un particolare assolo di chitarra di Dimebag Darrell.

### Phil in overdose, un album live e altri progetti (1996-2000)

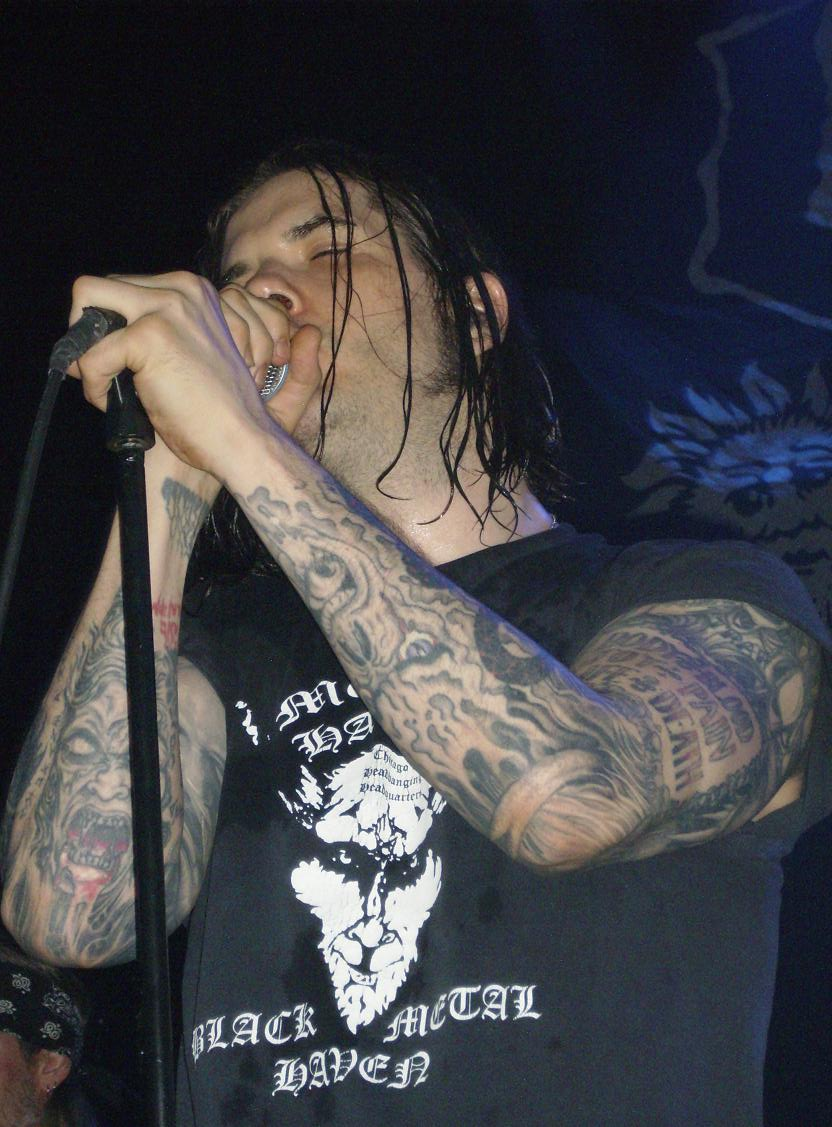
Phil Anselmo

Il 13 luglio 1996 Anselmo fu ricoverato in ospedale in stato comatoso a causa di un'overdose di eroina raggiunta dal cantante a solo un'ora di distanza dalla fine di un'esibizione musicale in Texas. Durante la crisi, il cuore di Phil si fermò per quasi cinque minuti prima di riprendere il battito grazie all'intervento dei paramedici, che lo rianimarono grazie ad una iniezione di adrenalina.
A solo un mese di distanza dall'overdose, Phil riprese ad assumere stupefacenti in maniera talmente eccessiva da spaventare seriamente sia gli Abbott sia la fidanzata Stephanie Opal Weinstein. Dopo aver discusso con lui riguardo alla sua gravissima situazione, gli Abbott furono però brutalmente allontanati dallo stesso Anselmo che non accettava l'idea di affidarsi nuovamente ad una clinica specialistica. Il rapporto tra il cantante e gli altri membri fu, quindi, di nuovo compromesso.
Intanto, per evitare la totale inattività, alcune esibizioni dal vivo dell'anno precedente ottennero la pubblicazione attraverso un disco denominato Official Live: 101 Proof, pubblicato negli Stati Uniti d'America il 29 luglio 1997. L'album conteneva i maggiori successi del gruppo texano insieme a due brani inediti, Where You Come From e I Can't Hide.
Il disco ricevette un buon successo vendendo un discreto numero di copie, ma non aiutò la band a migliorare la propria situazione: Anselmo ritornò a prendere parte ai suoi progetti esterni ai Pantera, suonando come chitarrista nell'album dei Necrophagia del 1999 Holocausto de la Morte con lo pseudonimo Anton Crowley, nome che combinava il nome del fondatore della Chiesa di Satana Anton LaVey e il noto occultista Aleister Crowley. Inoltre il cantante collaborò col gruppo black metal Eibon nel 2000 e con i Viking Crown (pubblicando ulteriori dischi), mentre nello stesso tempo i fratelli Abbott e Rex Brown fondarono il progetto collaterale Rebel Meets Rebel insieme al cantante country David Allan Coe, un gruppo incentrato su un suono a metà tra heavy metal e stile canoro country.

### L'ultimo album e lo scioglimento (2000-2003)
Nel 2000 i Pantera misero da parte le divergenze (anche per tenere fede agli obblighi contrattuali con la casa discografica) e si riunirono per registrare un nuovo disco, Reinventing the Steel, pubblicato ufficialmente il 14 marzo 2000. Il disco debuttò alla quarta posizione della Billboard 200, grazie a sonorità rinnovate e canzoni come Revolution Is My Name (nominata come Miglior interpretazione metal ai Grammy Awards 2001) e Goddamn Electric. Nello stesso anno fa la sua apparizione, nella colonna sonora ufficiale di Dracula 2000 il brano inedito Avoid the Light, non incluso nell'album ma registrato appositamente dal gruppo per il film. Invece il brano Pre-Hibernation, una demo strumentale di Death Rattle (presente in Reinventing the Steel), venne usato nel marzo 2001 come tema principale in un episodio della seconda stagione del cartone animato SpongeBob.
Il gruppo partì nuovamente per un tour internazionale, che iniziò negli Stati Uniti d'America per poi raggiungere la Corea del Sud, l'Australia e l'Europa. Il passaggio europeo durò però poco tempo, interrotto a causa di problemi collegati con l'attentato dell'11 settembre, che impedirono agli autori gli spostamenti aerei.
In questo tour i Pantera sostennero la loro ultima esibizione ufficiale. Infatti, fatto ritorno a casa, Anselmo tornò immediatamente a dedicarsi ai suoi progetti esterni creando tra l'altro il nuovo gruppo Superjoint Ritual, e pubblicando un secondo album con i Down, Down II: A Bustle in Your Hedgerow, uscito nel 2002. Nell'ultimo tentativo di mantenere unita la formazione, i fratelli Abbott rilasciarono un'intervista in cui dichiaravano che Anselmo si era preso un anno di pausa, per riprendersi da traumi collegati con l'attentato dell'11 settembre. Smentita però la notizia, Anselmo annunciò ufficialmente l'uscita definitiva dai Pantera. Nel 2003 fu annunciato lo scioglimento della formazione.

### L'omicidio di Dimebag Darrell (2004)

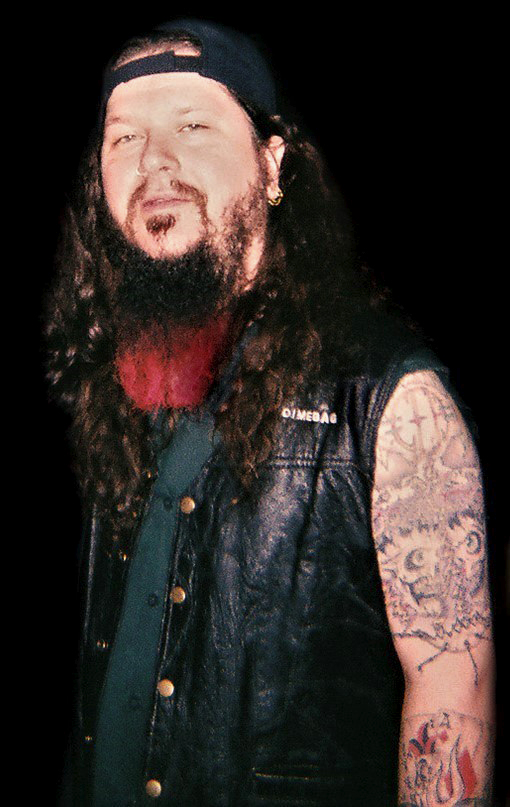
Dimebag Darrell nel 2004

Nel 2003 gli Abbott decisero di creare una nuova formazione groove metal, i Damageplan, insieme a Patrick Lachman nel ruolo di cantante e Bob Zilla in quello di bassista. Il nuovo gruppo produsse l'album New Found Power, pubblicato nel 2004. Il disco riscosse un immediato seguito e i Damageplan iniziarono così il loro primo tour negli Stati Uniti d'America.
Durante un concerto serale dell'8 dicembre 2004 nel famoso club Alrosa Villa di Columbus, Nathan Gale, un fan dei Pantera, saltò improvvisamente sul palco durante l'esibizione sparando una serie di colpi di pistola contro Dimebag Darrell. Il chitarrista precipitò a terra colpito a morte dai proiettili. Mentre il resto del gruppo fuggì dal palco, alcuni spettatori e addetti alla sicurezza intervennero, tentando di bloccare l'uomo che aveva sparato e di soccorrere Darrell. Quel giorno rimasero uccisi anche il fan Nathan Bray, colpito mentre tentava di rianimare Dimebag, l'impiegato dell'Alrosa Villa Erin Halk e la guardia del corpo del gruppo Jeff "Mayhem" Thompson. L'autore dell'omicidio fu ucciso da un colpo di fucile sparato da uno degli agenti intervenuti sul luogo.
Saputo della strage, Anselmo volò con molti altri musicisti in Texas, per dare l'ultimo saluto a Dimebag durante i suoi funerali. Mal accolto sia dalla famiglia che dagli ex membri, Anselmo dovette rimanere cinque giorni in un hotel aspettando notizie di Vinnie Paul, e perdendo di fatto il funerale. Infine Anselmo decise di rispettare la volontà della famiglia di Dimebag e non si presentò il giorno della sua sepoltura. In memoria di Darrel, Zakk Wylde gli dedicò la canzone In this River, che aveva già scritto per uno dei suoi album. Nel 2005 alcune riviste annunciarono la ricomposizione dei Pantera ma giunse presto la smentita ufficiale di Vinnie Paul.

### False indiscrezioni del 2012, la morte di Vinnie Paul e la reunion del 2022
Dopo nove anni dalla separazione, nel maggio 2012, in alcune interviste Anselmo dichiara di essere disposto a riunire il gruppo, ingaggiando Zakk Wylde come nuovo chitarrista; tale decisione non trova tuttavia l'approvazione di Vinnie Paul, che non ritiene possibile sostituire il defunto fratello in alcun modo, e che soprattutto si rifiuta di parlare con e di Anselmo stesso dalla morte di Dimebag. Tali pettegolezzi hanno portato, nell'agosto dello stesso anno, alla comparsa di una locandina, facente riferimento al festival inglese Sonisphere 2013 che vedrebbe, fra i nomi dei gruppi headliner delle varie giornate, anche il logo Pantera con l'aggiunta della dicitura w/Zakk Wylde. Tale locandina non ha mai trovato riscontro sul sito o sulla pagina Facebook ufficiali del festival. Infatti, in un'intervista dell'ottobre 2012, Anselmo ha affermato di non avere mai discusso con Wylde su una riunione del gruppo, ma di aver parlato con lui solamente di questioni personali.
Il 22 giugno 2018 Vinnie Paul è morto di attacco cardiaco all'età di 54 anni, dopo aver militato per anni negli Hellyeah. Già da prima della morte di Vinnie Paul, Anselmo ricomincia gradualmente a portare dal vivo i classici brani dei Pantera, da prima in occasioni speciali come il Metal Masters e successivamente con il suo gruppo di supporto "The Illegals", alternando le canzoni del suo celebre ex gruppo a quelle inedite da solista nelle diverse scalette, e suonerà nuovamente, dopo anni, con il bassista Rex Brown in più di un'occasione. 
Nel 2022 arriva la notizia, da parte di Artist Group International, che i due membri sopravvissuti hanno firmato un contratto per un reunion tour dei Pantera nel 2023, al quale si aggregheranno il chitarrista Zakk Wylde (Ozzy Osbourne, Black Label Society) e il batterista Charlie Benante (Anthrax).
I primi nuovi spettacoli dei membri superstiti della formazione storica si sono svolti nel dicembre 2022, durante l'Hell and Heaven Open Air in Messico e nelle tre date del Knotfest in America del Sud. Nel 2023 si sono imbarcati invece in un tour internazionale, toccando l'Europa, l'America del Nord e l'America del Sud, e si sono anche esibiti in Australia in occasione di alcuni festival. Nel 2024 dovrebbero prendere parte in alcune esibizioni negli Stati Uniti d'America, sia come headliner che come gruppo di supporto dei Metallica.

## Stile e influenze
Nonostante il loro stile collegato in gran parte al sottogenere thrash metal, i membri del gruppo citano come influenze musicali anche formazioni di heavy metal classico come i Black Sabbath. Infatti, come tributo, i Pantera hanno più volte registrato cover del gruppo inglese, come nel caso di Planet Caravan (pubblicata in Far Beyond Driven), Electric Funeral e Hole in the Sky. L'affinità tra i Pantera e questa formazione si può notare anche in alcuni testi, come nella canzone Goddamn Electric, brano in cui viene citato anche il nome degli Slayer. Tra gli altri gruppi che hanno influenzato il quartetto texano appaiono anche Megadeth, Metallica, Anthrax ed Alice in Chains, questi ultimi preferiti in particolare da Darrell. 
Il gruppo ha debuttato inizialmente con sonorità glam metal: in Metal Magic il suono dei Pantera era un hair metal tipico dell'epoca, fortemente influenzato da gruppi come Kiss e Van Halen. Dal secondo disco, Projects in the Jungle (1984), vennero incorporate anche influenze dei Judas Priest, avvertibili in brani come "Out For Blood" e "Killers". La voce del primo cantante Terry Glaze era perlopiù acuta, e traeva ispirazione principalmente da Paul Stanley e Rob Halford. 
Con l'entrata di Anselmo nel 1988 e la realizzazione di Power Metal il loro stile musicale cominciò gradualmente ad allontanarsi da questa tendenza, avvicinandosi a un suono sempre più tradizionalmente hard rock. La svolta definitiva ebbe luogo nel 1990 con Cowboys from Hell, dove i Pantera, pur rimanendo in parte ancorati alle influenze del passato, cominciarono a proporre un suono inedito definito groove metal, che con il passare degli anni si farà sempre più duro, aggressivo e grezzo e contrassegnerà anche i lavori successivi. Proprio per questo cambio di stile, numerosi detrattori hanno spesso accusato la formazione di aver esplicitamente copiato le sonorità degli Exhorder. Le critiche inizialmente accolte dallo stesso cantante degli Exhorder, Kyle Thomas, vennero poi in seguito smentite, affermando di non dar peso a nessun tipo di critica e dell'essere anzi per nulla soddisfatto del vedere entrambe le formazioni legate tra loro da un dettaglio non proprio positivo. Fece inoltre presente dell'amicizia e le frequentazioni tra i membri di entrambi i gruppi, oltre alla sua partecipazione al funerale di Dimebag Darrell.
Il gruppo cita come propri ispiratori, oltre ai già citati Black Sabbath e Slayer, AC/DC, Accept, Aerosmith, Agnostic Front, Anthrax, The Beatles, Black Flag, Dark Angel, Def Leppard, Faith No More, Peter Frampton, Humble Pie, Iron Maiden, Judas Priest, King's X, Kiss, Led Zeppelin, Megadeth, Mercyful Fate, Metallica, The Michael Schenker Group, Minor Threat, Ozzy Osbourne, Overkill, The Rolling Stones, Savatage, Saxon, Soundgarden, Testament, Pat Travers, Van Halen, Venom, Voivod e ZZ Top.

## Formazione

### Attuale
- Rex Brown – basso, cori (1982-2003, 2022-presente)
- Phil Anselmo – voce (1986-2003, 2022-presente)

### Turnisti
- Zakk Wylde – chitarra, cori (2022-presente)
- Charlie Benante – batteria, percussioni (2022-presente)

### Ex componenti
- Terrence Lee – voce (1982-1986), chitarra (1981-1982)
- Donnie Hart – voce (1981-1982)
- Tommy Bradford – basso (1981-1982)
- David Peacock – voce (1986)
- Matt Jernigan – voce (1986)
- Rick Mathiasen – voce (1986)
- Dimebag Darrell – chitarra, cori (1981-2003)
- Vinnie Paul – batteria, percussioni (1981-2003)

## Discografia

### Album in studio
- 1983 – Metal Magic
- 1984 – Projects in the Jungle
- 1985 – I Am the Night
- 1988 – Power Metal
- 1990 – Cowboys from Hell
- 1992 – Vulgar Display of Power
- 1994 – Far Beyond Driven
- 1996 – The Great Southern Trendkill
- 2000 – Reinventing the Steel

### Album dal vivo
- 1997 – Official Live: 101 Proof
- 2014 – Live at Dynamo Open Air 1998
- 2018 – Far Beyond Bootleg: Live from Donington '94

### Raccolte
- 1994 – Driven Downunder Tour '94
- 1996 – The Singles 1991-1996
- 2003 – The Best of Pantera: Far Beyond the Great Southern Cowboys' Vulgar Hits!
- 2010 – 1990-2000: A Decade of Domination
- 2015 – History of Hostility
- 2015 – The Complete Studio Albums 1990-2000

### Enciclopedie
- Ian Christe, Sound of the beast. La storia definitiva dell'heavy metal, Arcana, 2009, ISBN 88-6231-086-2.
- (EN) Garry Sharpe-Young, New Wave of American Heavy Metal, Zonda Books Limited, 2005, ISBN 978-0-9582684-0-0.
- (EN) Pete Prown, Lisa Sharken, Gear Secrets of the Guitar Legends: How to Sound Like Your Favorite Players, Backbeat Books, 2003, ISBN 978-0-87930-751-6.
- Luca Signorelli, Metallus. Il libro dell'Heavy Metal, Giunti Editore, 2001, ISBN 88-09-02230-0.
- Luca Signorelli, Heavy Metal, i Moderni, Giunti Editore, 2000, ISBN 88-09-01697-1.
- (EN) Robert Walser, Running with the Devil: power, gender, and madness in heavy metal music, Wesleyan University Press, 1993, ISBN 978-0-8195-6260-9.

### Testi monografici
- (EN) Chris Arnold, James Niggemeyer, A Vulgar Display of Power: Courage and Carnage at the Alrosa Villa, MJS Music & Entertainment, 2007, ISBN 978-0-9762917-7-0.